# Черношапочные эсперито
Черношапочные эсперито (лат. Herpsilochmus) — род птиц из семейства типичных муравьеловковых (Thamnophilidae).

## Список видов
В состав рода включают 17 видов:
- Herpsilochmus pileatus — Белобровый черношапочный эсперито
- Herpsilochmus atricapillus
- Herpsilochmus stotzi
- Herpsilochmus praedictus
- Herpsilochmus motacilloides
- Herpsilochmus parkeri
- Herpsilochmus sticturus — Пятнистохвостый черношапочный эсперито
- Herpsilochmus dugandi
- Herpsilochmus stictocephalus — Кайеннский черношапочный эсперито
- Herpsilochmus dorsimaculatus — Пестроспинный черношапочный эсперито
- Herpsilochmus roraimae — Рораимский черношапочный эсперито
- Herpsilochmus pectoralis — Галстучный черношапочный эсперито
- Herpsilochmus longirostris — Большеклювый черношапочный эсперито
- Herpsilochmus gentryi
- Herpsilochmus axillaris — Желтогрудый черношапочный эсперито
- Herpsilochmus frater
- Herpsilochmus rufimarginatus — Краснокрылый черношапочный эсперито